# Suure-Jaani kommun
Suure-Jaani vald är en kommun i Estland.   Den ligger i landskapet Viljandimaa, i den centrala delen av landet, 110 km söder om huvudstaden Tallinn. Antalet invånare är 6 178. Arean är 743 kvadratkilometer.
Terrängen i Suure-Jaani vald är platt.
Följande samhällen finns i Suure-Jaani vald:
- Suure-Jaani
- Olustvere
- Vastemõisa
- Sürgavere
- Ülde
- Reegoldi
- Kõidama
- Lõhavere
- Metsküla
- Kobruvere
- Tääksi
- Navesti
- Päraküla
- Võivaku
- Jaska